# Disco Tits (canción de Tove Lo)
«Disco Tits» es una canción de la cantante y compositora sueca Tove Lo, lanzado el 7 de septiembre de 2017 como adelanto y primer sencillo de su tercer disco de estudio, Blue Lips. Fue también la primera canción que salió después del cortometraje Fire Fade, con el que la artista confeccionó su segundo disco, Lady Wood. Disco Tits fue subida accidentalmente a la plataforma de Spotify una semana antes del lanzamiento oficial, siendo retirada al poco de conocerse dicha filtración.

## Composición
Se trata de una canción que recoge el legado de los ritmos del electroclash, y el dance pop, llegando a tener un ritmo de 110 pulsaciones por minuto. Según la propia Tove Lo, trata de "perderte con tu nuevo amor encontrado".

## Recepción de la crítica
Tom Breihan, de Stereogum, elogió la entrega vocal de Tove Lo, su sentimiento y "su latido frío". Hilary Hughes, de MTV, escribió que la canción "es un verdadero estallido cuando te estás exaltando una noche de fiesta, y [es] un himno que te mantiene en la pista de baile una vez que llegas. Todo en una sola canción", añadiendo que "definitivamente no es para los débiles de corazón". David Sikorski, de Ear Milk, llamó a la canción "un sudor que goteaba en un club retro que simplemente no se puede explicar con palabras". El medio Uproxx, por su parte, lo describió como "una toma inspirada en una discoteca en un club moderno que tiene algunas vibraciones de Robyn".
Así mismo, la canción fue incluida, para algunos medios, en sus respectivas listas como una de las canciones más destacadas de 2017.
| Publicación | Lista                             | Posición |
| ----------- | --------------------------------- | -------- |
| BuzzFeed    | 50 Mejores Canciones Pop de 2017  | 5        |
| Stereogum   | Top 40 Canciones Pop de 2017      | 36       |
| Billboard   | Top 100 Mejores Canciones de 2017 | 51       |

## Vídeo musical
El videoclip de Disco Tits fue dirigido por el cineasta Tim Erem, y estrenado en el canal de YouTube de Tove Lo el 5 de octubre de 2017. El vídeo se inicia con Tove Lo siendo entrevistada por una especie de teleñeco, para pasar más tarde a ambos en un viaje en carretera, en el que es recurrente ver los temas de las drogas y el sexo, siendo descrito por la prensa especializada como un vídeo "emocionante" y "desenfrenado". Chris Malone, para Billboard, lo analizó y explicó que mientras Tove Lo y el teleñeco "se van involucrado en los juegos previos, un apuesto hombre de aspecto nórdico [sueco] comienza a ocupar el lugar de los muñecos, probablemente como una metáfora de las escapadas sexuales de Tove Lo con los hombres".

## Personal
- Tove Lo – voz principal, compositora
- Jakob Jerlström – compositor, producción
- Ludvig Söderberg – compositor, producción
- Chris Gehringer – ingeniero de masterización
- John Hanes – asistente de mezclas
- Serban Ghenea – mezclador
- Fat Max Gsus – voces adicionales

## Lista de canciones
Descarga digital
| N.º | Título       | Duración |  |
| 1.  | «Disco Tits» | 3:44     |  |

Remixes
| N.º | Título                         | Duración |  |
| 1.  | «Disco Tits - Oliver Remix»    | 4:23     |  |
| 2.  | «Disco Tits - Beatanger Remix» | 6:30     |  |
| 3.  | «Disco Tits - KREAM Remix»     | 2:59     |  |

Remixes (parte II)
| N.º | Título                          | Duración |  |
| 1.  | «Disco Tits - Kris Lake Remix)» | 5:02     |  |
| 2.  | «Disco Tits - LENNO Remix»      | 4:02     |  |
| 3.  | «Disco Tits - MK Remix»         | 5:02     |  |

## Posición en listas
| Listas (2017)                                 | Posición más alta |
| --------------------------------------------- | ----------------- |
| Escocia (Official Charts Company)             | 94                |
| Estados Unidos (Dance Club Songs - Billboard) | 1                 |
| Estados Unidos (Digital Songs - Billboard)    | 119               |
| Letonia (Latvijas Radio 5)                    | 33                |
| Nueva Zelanda (RMNZ)                          | 6                 |
| Rusia (Tophit)                                | 91                |
| Suecia (Sverigetopplistan)                    | 55                |